# 하증
하증(河憕, 1563년 ~ 1624년)은 조선시대에 활동한 학자이자 선비이다. 호는 창주(滄州), 본관은 진주(晉州), 자는 자평(子平)이다.
진주 출신이다. 선조 30년 정유재란 당시 6세의 나이로 왜군에 잡혀들어갔다가 조카와 동생을 구출해내고 귀환하였다. 지리산을 중심으로 발달한 남명 조식의 학문을 이어받아 남명학파를 발전시키는 데 크게 기여했다.

## 저서
- 《창주집(滄州集)》 3권
- 《계몽황극서(啓蒙皇極書)》